# IC 490
IC 490 ist eine Balken-Spiralgalaxie vom Hubble-Typ SBbc im Sternbild Krebs auf der Ekliptik. Sie ist schätzungsweise 794 Millionen Lichtjahre von der Milchstraße entfernt und hat einen Durchmesser von etwa 125.000 Lichtjahren. Vom Sonnensystem aus entfernt sich das Objekt mit einer errechneten Radialgeschwindigkeit von näherungsweise 17.800 Kilometern pro Sekunde.
Im selben Himmelsareal befinden sich unter anderem die Galaxien PGC 1741932, PGC 1747875, PGC 1753562, PGC 1762325.
Das Objekt wurde am 8. Februar 1891 vom österreichischen Astronomen Rudolf Spitaler entdeckt.